# 古斯塔沃·崔·贝尔特兰
古斯塔沃·崔·贝尔特兰（西班牙語：Gustavo Chui Beltrán，中文名崔广昌），古巴军事人物。他是与莫伊塞斯·邵黄和阿尔曼多·蔡·罗德里格斯并称三位华裔古巴革命将军。

## 生平
古斯塔沃·崔于1938年8月13日出生在古巴圣地亚哥，他的父亲José Chui是一名经商的华人，而母亲Ana Hilda Beltrán是一名黑人。崔从小父母离异，跟随父亲生活。16岁时参与反政府运动。1958年春，他来到马埃斯特腊山区，参加了起义军并成为吉列尔莫·加西亚·弗里亚斯指挥的第三纵队中的一名战士。1959年1月革命胜利后，崔被派往胡安·阿尔梅达·博斯克指挥的马那瓜军营服役。1959年派往比利时学习陆军军械。1960年9月回国后成为马那瓜军营战略物资部的一名工程师，之后他主管革命军空军的军械工作。1961年4月起担任埃内斯托·格瓦拉司令麾下比那尔德里奥省的军械长官。在此期间，他负责武装民兵等部队，同时期他也参与了猪湾事件战斗。1971年，古斯塔沃·崔成为负责古巴国际军事援助的军事领导之一，参与了安哥拉、莫桑比克、尼加拉瓜和埃塞俄比亚的军事援助。他还是古巴在安哥拉军事援助行动的副总指挥。1980年升为准将。
20世纪80年代因意外失去一条腿。他在1990年创建了“古巴革命战士学会”。他曾担任古巴中华会馆会长。